# Белок промиелоцитарного лейкоза
 Возможный фактор транскрипции PML  является супрессором опухоли белка, кодируемый у человека, геном  PML .

## Функция
Белок, кодируемый этим геном, член семьи трехстороннего мотива (TRIM). Мотив TRIM включает в себя три цинко-связывающих домена, RING, B-бокс типа 1, B-бокс типа 2 и суперспирализованную область. Этот фосфопротеин локализуется в ядерных тельцах, где он функционирует как фактор транскрипции и супрессор опухолевого роста. Его экспрессия приводит к связыванию клеточного цикла и регуляции реакции P53 на онкогенные сигналы. Ген часто бывает вовлечен в транслокацию с рецептором ретиноевой кислоты альфа, геном, связанным с острым промиелоцитарным лейкозом (APL). Обширный альтернативный сплайсинг этого гена приводит к нескольким вариациям в центральной и С-концевых областях белка; все варианты кодируют одно и то же N-окончание. Были идентифицированы альтернативные варианты транскриптов сплайсинга, кодирующие различные изоформы.

## Взаимодействия
Белок промиелоцитарного лейкоза, как было выявлено, взаимодействует с:
- ANKRD2,[6]
- CREBBP,[7][8][9]
- Циклин Т1,[10]
- DAXX,[11][12][13][14]
- GATA2,[15]
- HDAC1,[16][17]
- HDAC3,[17]
- HHEX,[18]
- MAPK11,[19]
- MYB,[20]
- Mdm2,[21][22][23][24]
- NR4A1,[25]
- Корепрессор ядерных рецепторов 1,[16]
- Корепрессор ядерных рецепторов 2,[16][26]
- P53,[21][27][28]
- RPL11,[22]
- Белок ретинобластомы,[29]
- NR1B1,[7]
- SIN3A,[16]
- Белок SKI,[16]
- STAT3,[30]
- SRF[8] и
- SUMO1,[31][32]
- Sp1,[33]
- TOPBP1,[34]
- TDG,[35] и
- ZBTB16.[36]